# Hedera canariensis
Hedera canariensis là một loài thực vật có hoa trong Họ Cuồng cuồng. Loài này được Willd. mô tả khoa học đầu tiên năm 1808.